# Ternat
Ternat là một đô thị ở tỉnh Vlaams-Brabant. Đô thị này bao gồm các thị xã Sint-Katherina-Lombeek, Ternat và Wambeek. Tại thời điểm ngày 1 tháng 1 năm 2006,  Ternat có tổng dân số 14.625 người. Tổng diện tích là 24,48 km² với mật độ dân số là 597 người trên mỗi km².